# Јуниверсити Парк (Тексас)
Јуниверсити Парк (енгл. University Park) град је у америчкој савезној држави Тексас. По попису становништва из 2010. у њему је живело 23.068 становника.

## Демографија
Према попису становништва из 2010. у граду је живело 23.068 становника, што је 256 (1,1%) становника мање него 2000. године.
| Група             | 2000.          | 2010.          |
| Белци             | 21.523 (92,3%) | 20.991 (91,0%) |
| Афроамериканци    | 333 (1,4%)     | 215 (0,9%)     |
| Азијати           | 520 (2,2%)     | 614 (2,7%)     |
| Хиспаноамериканци | 723 (3,1%)     | 930 (4,0%)     |
| Укупно            | 23.324         | 23.068         |